# Mal Çika
Mal Çika är ett berg i Albanien.   Det ligger i prefekturen Qarku i Vlorës, i den södra delen av landet, 130 km söder om huvudstaden Tirana. Toppen på Mal Çika är 2 045 meter över havet.
Terrängen runt Mal Çika är huvudsakligen bergig, men åt nordost är den kuperad.   Runt Mal Çika är det ganska tätbefolkat, med 86 invånare per kvadratkilometer.. 
Trakten runt Mal Çika består i huvudsak av gräsmarker.